# Santipur
Santipur là một thành phố và khu đô thị của quận Nadia thuộc bang Tây Bengal, Ấn Độ.

## Địa lý
Santipur có vị trí 23°15′B 88°26′Đ / 23,25°B 88,43°Đ Nó có độ cao trung bình là 15 mét (49 feet).

## Nhân khẩu
Theo điều tra dân số năm 2001 của Ấn Độ, Santipur có dân số 138.195 người. Phái nam chiếm 51% tổng số dân và phái nữ chiếm 49%. Santipur có tỷ lệ 64% biết đọc biết viết, cao hơn tỷ lệ trung bình toàn quốc là 59,5%: tỷ lệ cho phái nam là 69%, và tỷ lệ cho phái nữ là 58%. Tại Santipur, 12% dân số nhỏ hơn 6 tuổi.